# 에이미 싱클레어
에이미 싱클레어(Amy Sinclair, 1975년 ~ )은 미국의 정치인으로 아이오와주 부지사 권한대행이다.

## 학력
- 인디언 힐스 커뮤니티 칼리지 전문학사

## 경력
- 2013.01 ~ 2023.01 제85·86·87·88·89·90대 아이오와주 제14선거구 상원의원
- 2023.01 ~ 제91대 아이오와주 제12선거구 상원의원
- 2023.01 ~ 아이오와 상원의장
- 2024.09 ~ 2024.12 아이오와 부지사 권한대행

## 역대 선거 결과
| 선거명      | 직책명                     | 대수 | 정당   | 득표율 | 득표수   | 결과 | 당락                 |
| ----------- | -------------------------- | ---- | ------ | ------ | -------- | ---- | -------------------- |
| 2012년 선거 | 상원의원 (아이오와 제14부) | 85대 | 공화당 | 58.17% | 17,141표 | 1위  | 아이오와 주의원 당선 |
| 2016년 선거 | 상원의원 (아이오와 제14부) | 87대 | 공화당 | 65.88% | 19,482표 | 1위  | 아이오와 주의원 당선 |
| 2020년 선거 | 상원의원 (아이오와 제14부) | 89대 | 공화당 | 78.68% | 24,623표 | 1위  | 아이오와 주의원 당선 |
| 2024년 선거 | 상원의원 (아이오와 제12부) | 91대 | 공화당 | 66.70% | 23,075표 | 1위  | 아이오와 주의원 당선 |